# Liste der Bodendenkmale in Groß Ippener
In der Liste der Bodendenkmale in Groß Ippener sind die Bodendenkmale der niedersächsischen Gemeinde Groß Ippener aufgeführt. Die Quelle ist der Denkmalatlas Niedersachsen.
- Diese Liste erhebt keinen Anspruch auf Vollständigkeit.
- Die Angaben ersetzen nicht die rechtsverbindliche Auskunft der zuständigen Denkmalschutzbehörde.
- Es sind nur Daten aus dem Denkmalatlas verarbeitet.
- Der Stand der Liste ist der 21. Juni 2025.

Groß Ippener im Landkreis Oldenburg

## Allgemein
In den Spalten finden sich folgende Informationen des Bodendenkmales:
| Lage         | geographische Koordinaten                                                           |
| Bezeichnung  | Bezeichnung lt. Denkmalatlas                                                        |
| Beschreibung | Beschreibung lt. Denkmalatlas                                                       |
| ID           | Objekt-ID                                                                           |
| Bild         | Bild, ggf. zusätzlich mit Link zu weiteren Fotos im Medienarchiv Wikimedia Commons. |

## Groß Ippener
| Lage                        | Bezeichnung                | Beschreibung | ID       | Bild |
| --------------------------- | -------------------------- | --- | -------- | ---- |
| 52° 56′ 49″ N, 8° 38′ 30″ O | Groß Ippener 1, Grabhügel  | Durchmesser ca. 15 m und Höhe ca. 0,6 m. Guter Erhaltungszustand. Durch Abschieben der Kuppe einige Steine sichtbar.  | 28954199 | BW   |
| 52° 58′ 26″ N, 8° 35′ 51″ O | Groß Ippener 14, Grabhügel | Durchmesser ca. 22 m und Höhe ca. 2 m. Östlicher Rand beim Wegebau angeschnitten.                                     | 28956001 | BW   |
| 52° 58′ 19″ N, 8° 37′ 35″ O | Groß Ippener 19, Grabhügel | Durchmesser ca. 18 m und Höhe ca. 2 m. Durch zentrale Eingrabung gestört. Im westlichen Bereich teilweise abgetragen. | 28956007 | BW   |

### Groß Ippener 3
- ID: 28954316
- Dm. ca. 6 – 20 m, Höhe 0,2 – 2 m. Bis auf drei alle durch Kopfstich ausgegraben.

| Lage                        | Bezeichnung     | Beschreibung | ID       | Bild |
| --------------------------- | --------------- | --- | -------- | ---- |
| 52° 58′ 21″ N, 8° 35′ 44″ O | Groß Ippener 3  | Durchmesser ca. 8 m und Höhe ca. 0,7 m. Durch alten Kopfstich gestört. Östlichet Rand von Weidefläche angeschnitten. | 28954303 | BW   |
| 52° 58′ 21″ N, 8° 35′ 43″ O | Groß Ippener 4  | Durchmesser ca. 14 m und Höhe ca. 1,1 m. Kopfstich.                                                                  | 28954308 | BW   |
| 52° 58′ 22″ N, 8° 35′ 42″ O | Groß Ippener 5  | Durchmesser ca. 6 m und Höhe ca. 0,2 m.                                                                              | 28954309 | BW   |
| 52° 58′ 21″ N, 8° 35′ 41″ O | Groß Ippener 6  | Durchmesser ca. 10 m und Höhe ca. 0,7 m. Annähernd rund mit Kopfstich.                                               | 28954310 | BW   |
| 52° 58′ 21″ N, 8° 35′ 40″ O | Groß Ippener 7  | Durchmesser ca. 10 m und Höhe ca. 0,5 m. Annähernd rund. Südlicher Rand durch Sandabbruchkante angeschnitten.        | 28954311 | BW   |
| 52° 58′ 22″ N, 8° 35′ 41″ O | Groß Ippener 9  | | 28954313 | BW   |
| 52° 58′ 23″ N, 8° 35′ 45″ O | Groß Ippener 10 | Durchmesser ca. 15 m und Höhe ca. 1,5 m. Rund mit alten Kopfstich. Nördlicher Bereich durch Erosion abgeflacht.      | 28954200 | BW   |
| 52° 58′ 22″ N, 8° 35′ 44″ O | Groß Ippener 11 | Durchmesser ca. 10 m und Höhe ca. 1 m. Rund mit zentralem Kopfstich.                                                 | 28954201 | BW   |
| 52° 58′ 22″ N, 8° 35′ 44″ O | Groß Ippener 12 | Durchmesser ca. 8 m und Höhe ca. 0,6 m. Rund mit altem Kopfstich.                                                    | 28954202 | BW   |
| 52° 58′ 21″ N, 8° 35′ 44″ O | Groß Ippener 13 | Durchmesser ca. 10 m und Höhe ca. 0,8 m. Annähernd rund mit altem Kopfstich.                                         | 28954203 | BW   |